# Таблица принятия решений
Таблица принятия решений (таблица решений) — способ компактного представления модели со сложной логикой. Аналогично условным операторам в языках программирования, они устанавливают связь между условиями и действиями. Но, в отличие от традиционных языков программирования, таблицы решений в простой форме могут представлять связь между множеством независимых условий и действий.
Таблицы принятия решений, как правило, разделяются на четыре квадранта, как показано ниже.
| Условия  | Варианты выполнения условий |
| Действия | Необходимость действий      |

В простейшем случае здесь Условия — список возможных условий, Варианты выполнения условий — комбинация из выполнения и/или невыполнения условий из этого списка. Действия — список возможных действий, Необходимость действий — указание надо или не надо выполнять соответствующее действие для каждой из комбинаций условий. Например, для ситуации «неожиданно погас свет» таблица принятия решений может быть такой:
| Свет в соседней комнате горит | Да | Нет | Нет |
| Свет у соседей горит          | -  | Да  | Нет |
| Поменять лампочку             | Х  |     |     |
| Проверить пробки              |    | Х   |     |
| Позвонить электрику           |    | Х   | Х   |
| Позвонить диспетчеру          |    |     | Х   |

Вариантов выполнения условия может быть не два: да или нет, а несколько, например цвет может быть красным, оранжевым, синим. В более сложных таблицах может применяться нечёткая логика.
Действия могут быть элементарными или ссылаться на другие таблицы принятия решений. Необходимость выполнения действий может быть неупорядоченной, как в данном примере, или упорядоченной. В последнем случае если при определённой комбинации выполнения условий возможно выполнение нескольких действий, то в таблице решений указывается их приоритет.